# 9611 Anouck
A 9611 Anouck (ideiglenes jelöléssel 1992 RF7) a Naprendszer kisbolygóövében található aszteroida. Eric Walter Elst fedezte fel 1992. szeptember 2-án.